# Белогвардейский переворот в Приморье (1921)
Белогвардейский переворот в Приморье 26 мая 1921 года — действия антибольшевистских сил по захвату власти в Приморской Областной Земской Управе с центром во Владивостоке.

## Предыстория
К весне 1921 года Дальний Восток полностью входил в пределы Дальневосточной Республики. В то же время в Приморской области, в зоне оккупации японских войск, существовала автономная от ДВР Приморская Областная Земская Управа с резиденцией во Владивостоке. Взаимоотношения правительства этой автономии с японскими оккупационными властями определялись соглашением о перемирии, заключённым 4 апреля 1920 года.
После вооружённого восстания против находящихся во Владивостоке войск генерала Розанова 31 января 1920 года правительство Приморской Областной Земской Управы фактически находилось под контролем большевиков. Однако вдоль линии Уссурийской железной дороги начиная от станции Гродеково до станции Раздольное (в 160 км к западу от Владивостока) была расквартирована Дальневосточная белая армия в составе двух соперничающих группировок: остатков армии Колчака (каппелевцы) и формирований атамана Семёнова (семёновцы, или гродековцы).
Большевистское правительство Приморской Управы имело отрицательную популярность, его власть фактически имелась только в больших городах. Этому способствовал нарастающий финансовый кризис: задержки в выплатах низовым служащим, девальвация денежных знаков, застой в промышленности и торговле. Распродажа правительством ценных грузов, оказавшихся во Владивостокском порту, носила характер хищения, что увеличивало недовольство населения.
Таким образом, к весне 1921 года в Приморской области сложился ряд факторов, способствовавших антибольшевистскому перевороту:
- слабость и непопулярность коммунистической власти в Приморье, её стремление к слиянию с ДВР;
- наличие японских войск, ограничивающих вооружённое присутствие прокоммунистических сил;
- присутствие семёновцев и каппелевцев в Приморье;
- возрастающая активность несоциалистических партий и общественных организаций.

## Предпосылки переворота
В начале 1921 года начался процесс консолидации антибольшевистских сил Приморья. По инициативе, исходящей от белогвардейской эмиграции Харбина, было решено провести во Владивостоке объединяющий съезд. Японские военные власти выразили поддержку намечающемуся съезду, при условии чисто декларативной направленности его работы.
В начале марта 1921 года во Владивосток прибыло около 300 делегатов нескольких десятков местных и харбинских антибольшевистских организаций. В помещении Общедоступного театра на Светланской улице начал свою деятельность «Съезд представителей несоциалистического населения Дальнего Востока». Съезд работал беспрепятственно со стороны большевиков, хотя его материалы содержали характер в том числе и выявления ошибок и преступлений коммунистической власти.
В ходе работы съезда росло понимание, что власть большевиков во Владивостоке можно и нужно было свергнуть. Между тем японцы, поначалу благожелательно относившиеся к этому собранию, вдруг стали демонстрировать свой нейтралитет. Стало ясно, что в случае планируемого переворота они признают его факт, но в случае же его несостоятельности оставляют за собой свободу действий вплоть до выдачи инициаторов большевикам.
Для уменьшения рисков было принято решение назначить ответственную группу лиц из трёх членов съезда во главе с Н. Д. Меркуловым, которая должна была по результатам переворота временно присвоить себе власть, с целью передачи в дальнейшем её съезду. Техническая сторона переворота была поручена Генерального штаба генерал-майору Д. А. Лебедеву.
Переворот был назначен в ночь с 30 на 31 марта.

## Первое выступление
Власти каким-то образом узнали о планах заговорщиков, и вечером 30 марта ими было арестовано несколько участников съезда во главе с генерал-лейтенантом Лохвицким. В то же время стало известно, что получить оружие для сил восстания не удастся. Было отдано указание об отмене выступления. Однако этот приказ не успел получить отряд полковника Глудкина, который к тому времени уже занял некоторые районы города. Дойдя до центра, отряд встретил серьёзное сопротивление, и начал отступать. Лишь к рассвету японское подразделение взяло в окружение отряд Глудкина, разоружило его и под охраной вывело из Владивостока.
Тем же днём состоялось заседание Съезда, на котором была принята резолюция о недопустимости для несоциалистов выступать с оружием в руках против действующей власти. Инциденту был придан характер действий самостоятельной группы лиц, имевших целью освобождение арестованных и генерала Лохвицкого (которые действительно были освобождены ими).
Через несколько дней Съезд самораспустился, перед этим выбрав Совет Съезда и предоставив ему полномочия по управлению несоциалистическим населением в вопросах борьбы с большевиками; причём отдельно оговаривалось, что эта борьба должна вестись легальными методами.

## Второе выступление
Весь апрель и май Совет Съезда занимался изысканием средств для устройства переворота. Пока шли эти приготовления, в виду некоторых обстоятельств, восстание началось стихийно.
В течение нескольких дней на территории Приморской области красные проводили аресты лиц, подозреваемых ими в подпольной деятельности.
24 мая в Никольск-Уссурийском высланный из Владивостока отряд попытался арестовать несколько каппелевцев. Однако каппелевцы получили подкрепление и дали отпор красным. Милиция города, опасаясь участвовать в конфликте, самостоятельно сдала оружие представителям каппелевской группы.
Через несколько часов после известия о захвате Никольск-Уссурийского под контроль белых перешли также Спасск, Гродеково и Раздольное. Японцы проявляли нейтралитет.
Утром 26 мая группа невооруженных каппелевцев освободила на Светланской улице во Владивостоке конвоируемых арестованных. Это послужило сигналом к выступлению в городе. Толпа напала на Штаб командования войсками и разгромила его. Одновременно было занято здание правительства Приморской Управы. Возле управления Госполитохраны нападавшие встретили сопротивление, но в ходе боя уничтожили защитников здания.
В это время во Владивосток на барже, буксируемой катером, прибыл десант под командой капитана 2 ранга Соловьёва. Встреченный сильным ружейным и пулемётным огнём, десант высадился у памятника Невельскому и ворвался в порт. Вскоре были захвачены все корабли, стоявшие у стенки, и район порта, примыкавший к Портовой конторе. Само здание конторы несколько раз переходило из рук в руки.
Вскоре вся главная часть Владивостока, вокзал, телеграф, почта, Госбанк, Городская Управа, Штаб командования войск находились под контролем восставших. Однако у красных оставался ещё хорошо вооружённый дивизион Народной Охраны, который повёл наступление в центре города. В этот момент вмешались японцы, и красным пришлось отступить.
Переворот свершился. Временный Народно-Революционный Комитет объявил о передачи власти Совету Съезда. В свою очередь, Совет образовал из себя Временное Приамурское правительство в составе пяти человек: братьев Спиридона и Николая Меркуловых, Ефремова, Макаревича и Андерсона. Командующим войсками был назначен генерал-лейтенант Вержбицкий. Командующим Сибирской флотилией был назначен контр-адмирал Старк (в июле 1921 г).